# ФРГ Трилогия
ФРГ-Трилогия (также женская трилогия; Аденауэровская трилогия; нем. BRD-Trilogie) включает в себя три фильма, снятых Райнером Вернером Фасбиндером — «Замужество Марии Браун» (1979), «Тоска Вероники Фосс» (1982) и «Лола» (1981). Несмотря на несхожесть сюжетов и персонажей, фильмы объединены общей темой — каждый повествует о жизни женщины в Западной Германии после Второй мировой войны. Аббревиатура «BRD» означает Bundesrepublik Deutschland, что является официальным названием Западной Германии и современной объединённой Федеративной Республики Германии.

## Фильмы

### Замужество Марии Браун
«Замужество Марии Браун» (1979) начинается в последние дни Второй мировой войны. После церемонии поспешного заключения брака, мужа Марии Браун отправляют сражаться с наступающими союзниками. Получив известие о его смерти, Мария становится любовницей афроамериканского солдата. Когда муж Марии неожиданно возвращается живым, она убивает солдата в сложившейся потасовке, но её муж берет на себя вину за убийство. Впоследствии Мария становится ассистенткой и любовницей богатого промышленника, являя собой образцовый пример послевоенного восстановления.

### Тоска Вероники Фосс
«Тоска Вероники Фосс» (1982) — черно-белый фильм, повествующий о закате жизни Вероники Фосс, некогда популярной актрисы. Спортивный журналист, очарованный загадочной и неуравновешенной актрисой обнаруживает, что та страдает зависимостью от опиатов, вызванной действиями врача, которая желает завладеть её наследством. Несмотря на все попытки, ему не удаётся спасти Веронику от ужасной гибели.

### Лола
В фильме «Лола» (1981) рассказывается о заведующем отделом строительства по имени фон Бом, который приезжает в маленький город и влюбляется в девушку по имени Лола, не подозревая, что та является проституткой и любовницей коррумпированного предпринимателя Шукерта. Не в силах примирить свой идеалистический образ Лолы с реальностью, фон Бом поддаётся коррупции, с которой изначально стремился бороться.

## Истоки и структурные особенности
Фасбиндер осуществил свою давнюю задумку снять серию фильмов, посвященных Западной Германии в период «экономического чуда» 1950-х годов. Главными героинями стали женщины, представляющие собой разные категории людей в различных обстоятельствах. В то время как основные сюжеты были разработаны сам Фасбиндером, подробные сценарии для всех трех фильмов были написаны сценаристом Петером Мертесхаймером, который работал с режиссёром над некоторыми из его телевизионных проектов.
Фильмы были сняты и выпущены в несколько ином порядке, чем их принятая нумерация. «Мария Браун», выпущенная в 1979 году, является самой ранней с точки зрения как производства, так и хронологии сюжета, который начинается в 1945 году. Однако фильм стал частью трилогии ретроспективно, когда Фасбиндер добавил заголовок «BRD 3» к «Лоле», выпущенной в 1981 году. «Тоска Вероники Фосс» — предпоследний фильм Фассбиндера, созданный годом позже, включал подзаголовок «BRD 2», а действие фильма происходит несколько раньше, чем в «Лоле». Фасбиндер не собирался ограничивать серию трилогией, но его планы были прерваны неожиданной смертью.
Трилогия была выпущена в виде бокс-сета в формате DVD компанией Criterion Collection в сентябре 2003 года.

## Общие элементы
Помимо первоначальной идеи о создании фильмов, освещающих период истории Западной Германии после Второй мировой войны и в период экономического чуда, существуют и другие темы, объединяющие эти три фильма.
Одним из общих элементов является проблематизация вопроса о том, стоит ли «забыть прошлое ради движения в светлое будущее». Героини всех трех фильмов пытаются преодолеть свои нынешние обстоятельства, во многом вызванные опытом прошлого. Фасбиндер критикует Западную Германию 1950-х и последующих лет за то, что из-за стремления к развитию и восстановлению международного престижа, она «забыла» о своем нацистском прошлом (например, позволила бывшим нацистским чиновникам не только функционировать в обществе, но и занимать позиции в структурах политической власти). Будто под влиянием коллективной амнезии, историческое прошлое, таким образом, не признается и не подвергается переосмыслению.
Вторая параллель — это вопрос о том, кто именно преуспел в результате экономического прогресса Западной Германии. Фасбиндер считал, что в то время как некоторым немцам удалось вырваться вперед во время «экономического чуда», другие были окончательно сломлены. На каждого преуспевающего человека мог найтись тот, кто страдал и проигрывал. Вероника Фосс является примером личности, оказавшейся за бортом послевоенной Германии, поскольку расцвет её актёрской карьеры пришёлся на времена Третьего рейха. Мария Браун — это пример женщины, которая проявляет решительную инициативу в экономическом развитии ради себя и своего мужа, но в процессе этого она причиняет боль другим и в конечном итоге эмоционально отдаляется от своих близких. Лола пытается воспользоваться экономическим прогрессом и использует свое положение для продвижения, но окружающие её люди пытаются достичь той же цели со смешанными результатами.
Ещё одной общей точкой является появление афроамериканских солдат во всех трех фильмах. В «Замужестве Марии Браун» есть двое: галантный солдат, который становится любовником Марии и пьяный солдат, пристающий к ней в поезде. Последнего играет Гюнтер Кауфманн, который также появляется в роли солдат в двух других фильмах. Неясно, является ли солдат одним и тем же человеком во всех трех фильмах. Фигуру солдата можно рассматривать как наглядный пример влияния американской оккупации на послевоенную Германию, хотя тот факт, что он является афроамериканцем, может иметь и другие значения.
Каждый из фильмов отличает характерный визуальный стиль, призванный отражать специфику характеров персонажей. Замужество Марии Браун снят в заглушенной цветовой палитре. Тоска Вероники Фосс использует насыщенный черно-белый, отсылающий к эстетике фильмов нуар или фильмов немецкого экспрессионизма 1920-х годов. Фильм Лола, вдохновлённый «Голубым ангелом» Йозефа фон Штернберга использует очень смелые цвета, напоминающие манеру техниколора .